# Solução da conjectura de Poincaré
Em novembro de 2002, Grigori Perelman publicou o primeiro de uma série de eprints em arXiv no qual delineava uma solução da Conjectura de Poincaré. A comprovação de Perelman utiliza uma versão modificada do fluxo de Ricci. Em agosto de 2006, Perelman foi agraciado com a medalha Fields pela descoberta, mas recusou o prêmio. Em 18 de março de 2010, o Clay Mathematics Institute premiou Perelman por solucionar um dos problemas do Prêmio Millenium, porém ele também o recusou.

## Leitura recomendada

### Publicações de Perelman
- Perelman, Grisha (11 de novembro de 2002). «The entropy formula for the Ricci flow and its geometric applications». Arxiv
- Perelman, Grisha (10 de março de 2003). «Ricci flow with surgery on three-manifolds». Arxiv
- Perelman, Grisha (17 de julho de 2003). «Finite extinction time for the solutions to the Ricci flow on certain three-manifolds». Arxiv

### Estudos posteriores da solução
- Bruce Kleiner, John Lott Notes on Perelman's papers Arxiv
- Huai-Dong Cao, Xi-Ping Zhu (3 de dezembro de 2006). «Hamilton-Perelman's Proof of the Poincaré Conjecture and the Geometrization Conjecture». Arxiv
- John W. Morgan, Gang Tian Ricci Flow and the Poincaré Conjecture Arxiv

### Livros
- Szpiro, George (29 de julho de 2008). Poincaré's Prize: The Hundred-Year Quest to Solve One of Math's Greatest Puzzles. [S.l.]: Plume. ISBN 978-0-452-28964-2
- O'Shea, Donal (26 de dezembro de 2007). The Poincaré Conjecture: In Search of the Shape of the Universe. [S.l.]: Bloomsbury Publishing. ISBN 978-0802716545